# VSRW-Verlag

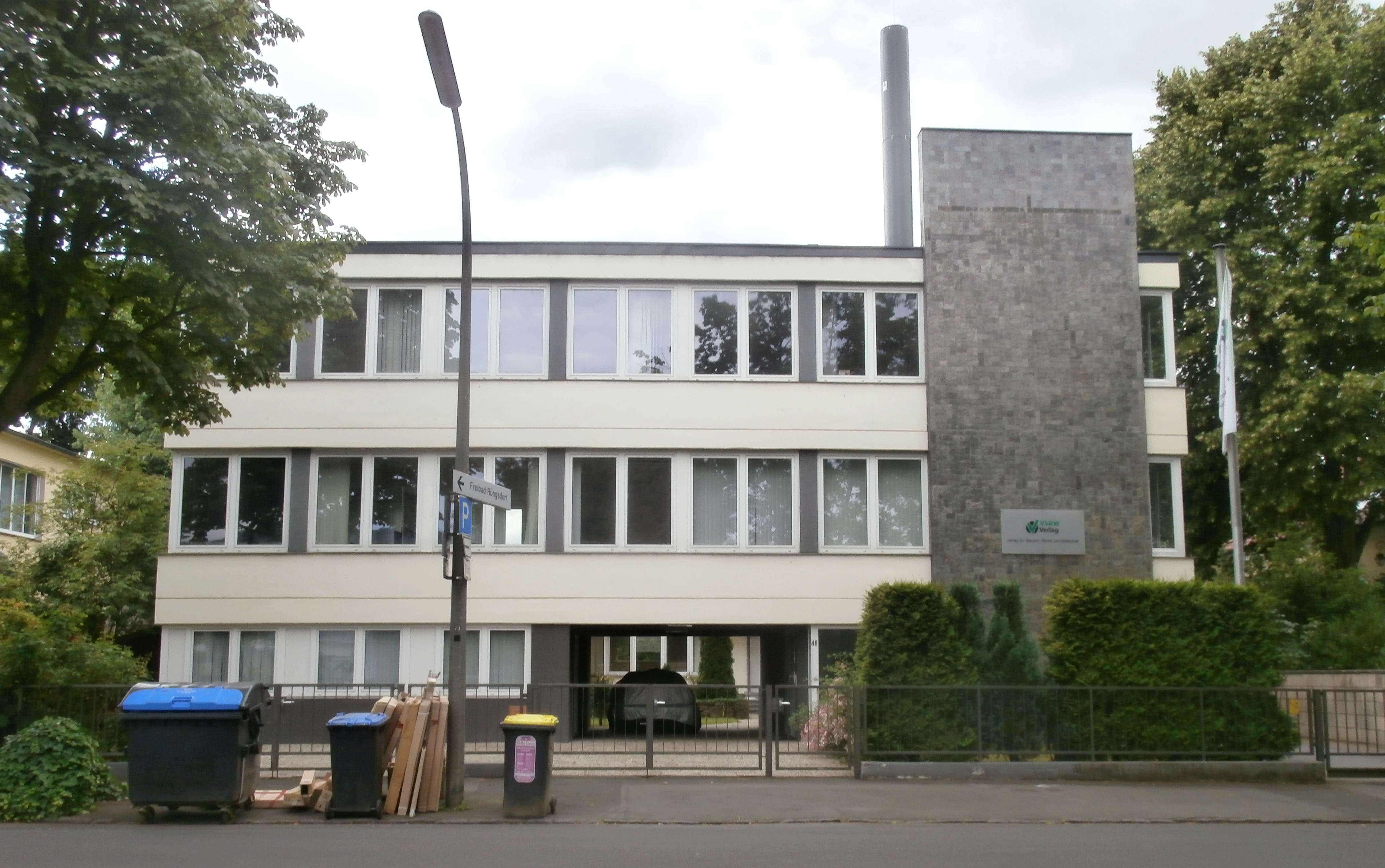
Sitz des VSRW-Verlags in Bonn (2014)

Der VSRW-Verlag (Verlag für Steuern, Recht und Wirtschaft) ist ein Fachverlag für Steuern und Recht mit Sitz in Bonn. Der Verlag wurde 1977 von Hagen Prühs als Einzelunternehmen gegründet. 1988 wurde der Verlag in eine GmbH umgewandelt, deren Geschäftsführer der Unternehmensgründer Hagen Prühs wurde und heute noch ist.
Zum Verlagsprogramm gehören Zeitschriften, Fachbücher, Informationsdienste und Software zu den Themen GmbH-Geschäftsführung, Besteuerung sowie Arbeits- und Erbrecht. 2003 zog der Verlag in das frühere Kanzleigebäude der Botschaft von Madagaskar im Ortsteil Rüngsdorf um. Seit 2006 veranstaltet der Verlag den Mittelstandskongress "GmbH-Geschäftsführer-Tage".

## Programm

### Zeitschriften
- GmbH-Steuerpraxis: Die Zeitschrift beinhaltet eine Rechtsprechungsübersicht mit Praxistipps und wichtigen Urteilen für eine GmbH (& Co. KG). Sie erscheint einmal pro Monat.
- gmbhchef: Das Wirtschaftsmagazin für GmbH-Geschäftsführer berichtet in populärwissenschaftlicher Form über Themen aus den Bereichen Steuern, Vergütung, Finanzierung, Altersvorsorge und Marketing. Es erscheint alle zwei Monate als Regionalausgabe in Bonn und seit 2010 bundesweit.

### Bücher (Auswahl)
- GmbH-Geschäftsführer: Rechte und Pflichten
- Die Unternehmergesellschaft
- Von der Einstellung bis zur Kündigung
- Schenken und Vererben von Immobilien
- Schenken und Vererben von Privatvermögen

### Informationsdienste
- Mandanten-Information für GmbH-Geschäftsführer
- Mandanten-Informationen für Einzelunternehmer
- Mandanten-Information für Ärzte
- Steuerzahler-Tip

## GmbH-Geschäftsführer-Tage
Seit 2006 veranstaltet das Magazin gmbhchef einmal jährlich die Mittelstandstagung "GmbH-Geschäftsführer-Tage" in den Regionen Bonn und Köln. Die Vorträge rund um die Führung einer GmbH werden von einer Fachmesse begleitet.